# Trésor de Cheapside

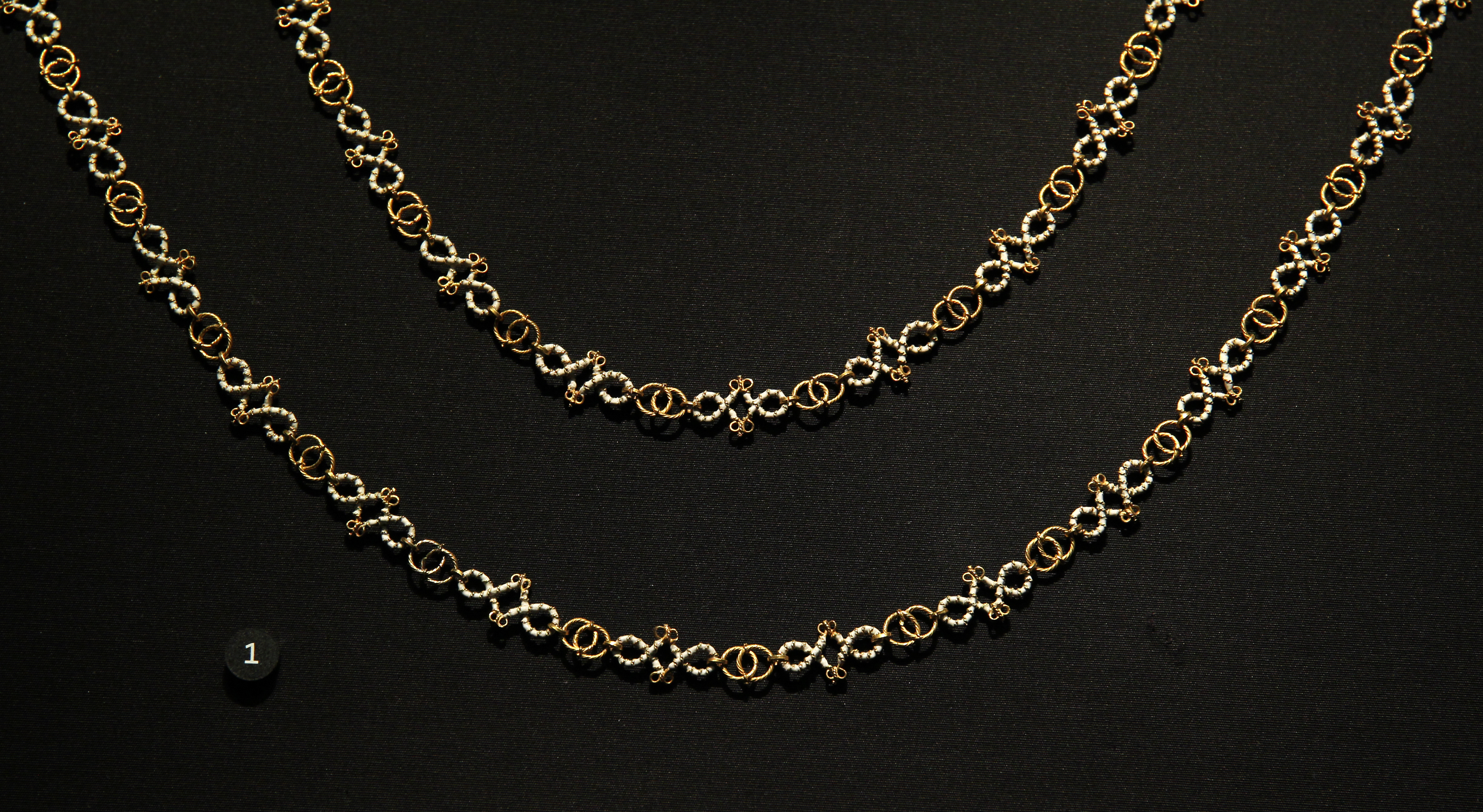
Collier en or émaillé (Victoria and Albert Museum).

Le trésor de Cheapside, découvert en 1912, est la plus grande collection connue de bijoux et gemmes des époques élisabéthaine (1558-1603) et jacobéenne (1567-1625).
La plus ancienne de ses pièces remonte au IIe ou IIIe siècle av. J.-C.
La grande diversité de provenance de ses gemmes témoigne d'un important réseau d'activité économique.

## Son enterrement et son contexte
Le trésor a été enterré après 1640 ou 1641, dans l'une des cinq caves qui desservent un ensemble de trois maisons d'habitation, propriétés de la Goldsmiths' Company (Compagnie des Joailliers) et probablement louées à des joailliers, sur l'emplacement de l'actuel no 30-32, à l'intersection de Cheapside street et de Friday street. L'emplacement est à deux pas côté est de la cathédrale Saint-Paul de Londres. À la fin du XVIe siècle, Cheapside street et Friday street sont au cœur d'un quartier rassemblant les commerces de joaillerie, essentiellement concentrés le long de Goldsmith's Row (un autre nom pour Cheapside street).
Un registre de propriété donne Alex Prescott comme locataire en 1610 ; en 1632 Mary Wakefield prend la maison à bail — mais la sous-location est fréquente à l'époque et la personne qui a enterré le trésor n'est pas nécessairement celle qui a signé le bail.
Le quartier est donc prospère. Mais au XVIIe siècle la Grande-Bretagne est agitée par les guerres des Trois Royaumes (1639-1651), prémices de la première révolution anglaise (1642-1651) commençant avec les guerres des évêques (1639-1640) ; le 5 mars 1642 la Chambre des lords approuve la Militia Ordinance (votée par les Communes le 31 mars). Le Long Parlement ôte le commandement de la milice au roi et se l'attribue ; c'est le début de l'inévitable guerre civile opposant Cavaliers et Têtes rondes.

## Découverte
Le trésor a été trouvé le 18 juin 1912, lors de la démolition de cet immeuble de cinq étages au total qui comprend, en plus de l'étage des caves, un magasin au rez-de-chaussée, hall, cabinet, et escalier au premier étage, une chambre et cuisine au deuxième étage, deux chambres au troisième étage, et grenier au quatrième étage avec atelier de dorure dans la partie sud.
Il arrive à la connaissance des historiens par le biais de l'arrangement instauré par George Fabian Lawrence (1861–1939), prêteur sur gages et marchand d'antiquités installé à Wandsworth et bien connu des ouvriers des chantiers de Londres — sous le nom de “Stony Jack” — car il leur achète toute trouvaille qu'ils lui apportent. En 1912 Lawrence devient inspecteur des fouilles pour le London Museum récemment établi. Il fournit le musée avec un très grand nombre d'acquisitions, le trésor de Cheapside en étant l'apport le plus significatif.
Après le 18 juin, des pièces de même provenance continuent à arriver sur le bureau de Lawrence, totalisant près de 500 pièces — et d'autres apparaissent occasionnellement tout le long du XXe siècle.
Cette découverte engendre des contestations et par la suite les fouilles dans la Cité par le musée de Londres nouvellement créé sont mal acceptées. Ces contestations sont peut-être dues à ce que les ouvriers ont porté les trouvailles à “Stony Jack”, qu'ils connaissent bien, plutôt qu'à son propriétaire la Goldsmith Company.

## Nature et description
Le trésor est le fonds de commerce d'un joailler, composé de pièces achevées et de pièces non encore terminées, datées de 1590 à 1620. Il a été stocké dans un assortiment de sacs et de boites ; les journaux parlent d'une boite en bois, d'un coffret avec tiroirs et plateaux et d'un seau en cuir. Ce sont principalement des bijoux et des pierres précieuses non montées, avec quelques objets utilitaires : pichets, récipients divers, ustensiles, une bouteille de parfum…
De nombreuses pièces sont finement émaillées avec une grande habileté. Si les pierres ont bien résisté, au moins 4 000 perles de nacre ont disparu.
Pièce la plus ancienne
Un caméo en agate bandée de facture incontestablement égyptienne et ancienne (daté du IIe ou IIIe siècle av. J.-C., provenant des ateliers d'Alexandrie) représente une reine ptolémaïque, peut-être Cléopâtre, portant les attributs de la déesse Isis (parure de tête de vautour) ; sa fabrication démontre une extrême habileté, sachant utiliser une inclusion de couleur marron dans la pierre d'un blanc laiteux pour colorer entièrement et uniquement la parure de tête et le collier portés par le personnage. Les pierres gravées égyptiennes et grecques étaient très prisées à l'époque et parfois réutilisées en joaillerie.
Pièce la plus récente
Une petite pierre est gravée du badge de William Howard, 1er vicomte Stafford. Or celui-ci n’est créé vicomte qu'en 1640. Cette pierre donne la date la plus ancienne à laquelle le trésor a pu être enterré ; la date le plus récente est celle du grand incendie de Londres en 1666, qui a entièrement dévasté Cheapside.
Autres pièces
Il inclut une imitation de spinelle (en anglais spinel ou balas ruby) — une pierre très recherchée à l'époque et les imitations sont nombreuses. Celle-ci s'est décolorée jusqu'à un pâle rose orangé. Sa présence dans ce lot pose question sur l'intégrité de son propriétaire,.
Outre le caméo déjà mentionné, deux autres pièces anciennes sont byzantines et datées du VIe ou VIIe siècle. L'une est un saphir gravé représentant l'incrédulité de saint Thomas entouré d'une inscription grecque et monté sur une perle. 

Une agate bandée est la seule gemme gravée au monde représentant une fable d'Ésope — ici Le chien et son ombre ; le graveur a su prendre avantage d'une sorte de fissure dans la pierre pour représenter le seul élément linéaire de la scène : la planche sur laquelle le chien se tient.

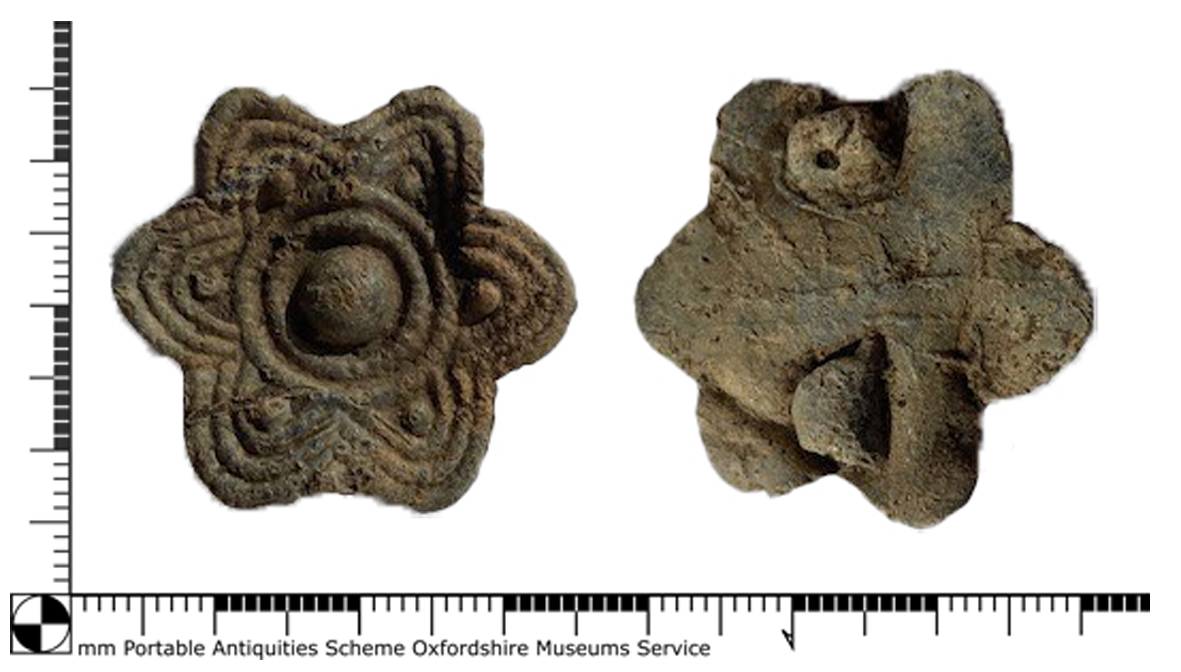
Broche trouvée en Oxfordshire, similaire à une de celles du trésor de Cheapside.

Il contient aussi 27 broches dont beaucoup sont mal coulées ou non terminées et dont 23 exemplaires sont du même type dit « type Cheapside » : un cabochon en verre au centre, entouré de fils torsadés ou de bandes concentriques moulées d'imitation filigrane. Hadley et Dyer (2017) les attribuent au XIe siècle et la plus grande des broches suit un style daté du Xe siècle. Cette dernière a ceci de remarquable qu'une broche tirée du même moule a été trouvée à Dublin ; ce qui indique un marché étendu pour les productions de Londres.
Une montre en or est encastrée dans une grosse émeraude de Colombie, de 31,27 × 24,09 × 21,15 mm (L * l * H).
Une autre montre en laiton doré émaillé est munie d'une alarme et indique aussi les périodes calendaires. Elle est signée G (pour Gaultier) Ferlite et datée vers 1610 ou 1620 ; c'est la seule montre connue de sa fabrication qui ait survécu.
Une bague en or émaillé est montée d'un diamant (entre 3 et 4 carats, provenant vraisemblablement des mines de Golconde) taillé en table, une technique de taille qui s'est développée vers le milieu du XVe siècle. Très peu de diamants de cette époque ont conservé leur taille originelle : la plupart ont été retaillés avant 1700.
Plusieurs crapaudines sont présentes. Elles étaient hautement prisées au Moyen Âge, principalement pour leur réputation d'antidote à divers poisons.
Les bijoux sont accompagnés d'un ensemble de monnaies datées du Xe siècle.
Son importance quantitative s'ajoute à l'importance historique d'un lot resté intact depuis presque quatre siècles, dans un contexte où les pièces de bijouterie sont souvent desserties, les métaux fondus et les gemmes retaillées au cours des siècles. Les bijoux vus sur certains portraits de l'aristocratie des XVIe au XVIIIe siècles ressemblent étonnamment à des pièces du trésor de Cheapside — par exemple celui sur les cheveux dans un portrait miniature de la reine Anne de Danemark (1574–1619) actuellement au Victoria & Albert Museum. Ces peintures montrent comment les bijoux étaient portés.
Un autre aspect de son importance historique est la grande variété de provenance des gemmes, qui donne un aperçu du commerce mondial et de l'utilisation des gemmes dans les années 1600. Il contient des diamants d'Inde ou de Bornéo ; des émeraudes de Colombie ; des perles de nacre du golfe Persique, d'Écosse ou peut-être des Caraïbes ou de Comorre ; des saphirs, rubis, spinelles et autres gemmes de Sri Lanka et Birmanie ; des péridots d'Égypte ; des grenats européens ou indiens ; des turquoises de Perse ; des lapis lazulis d'Afghanistan…

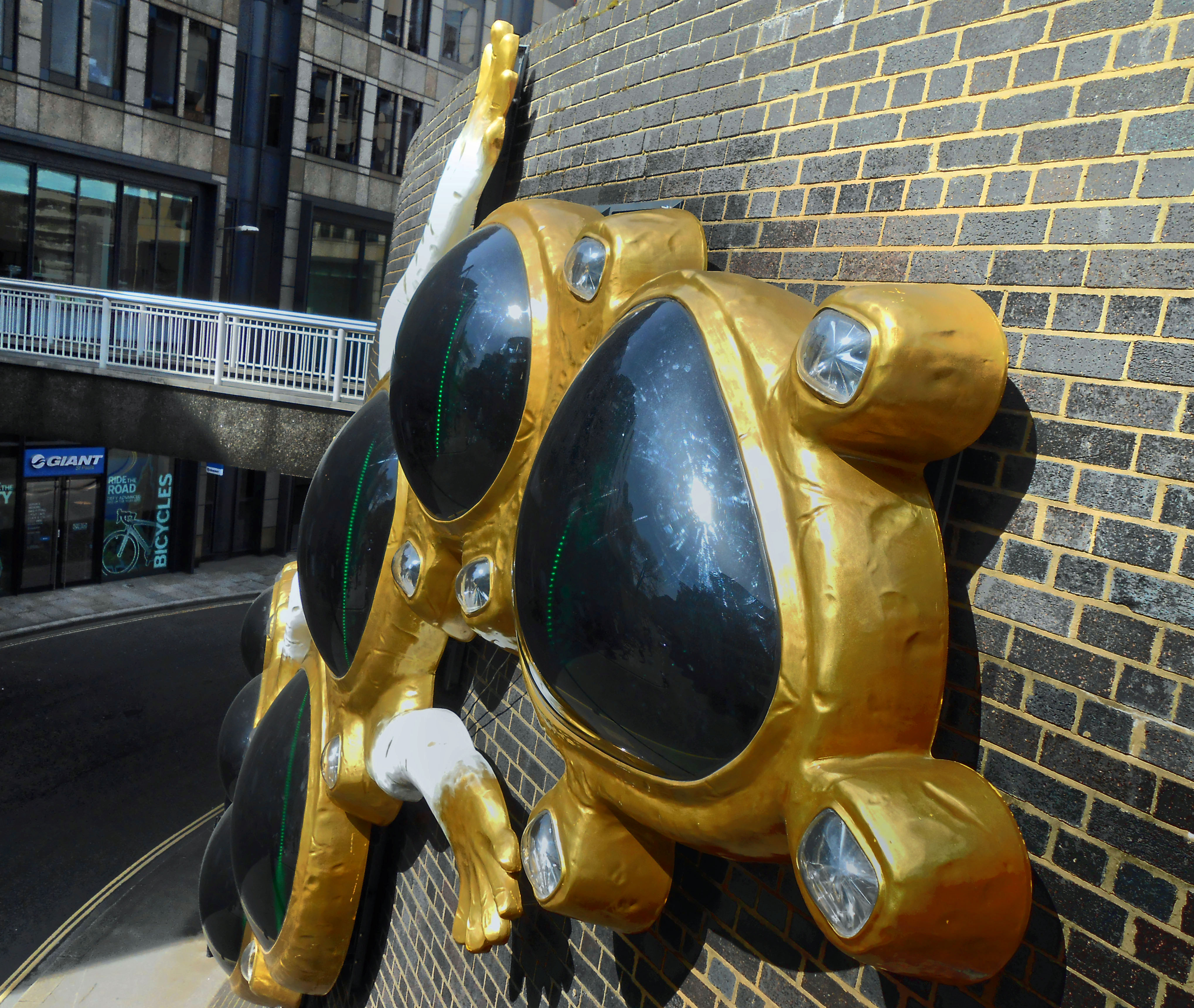
Enseigne pour l'exposition de 2014, Museum of London.

## Le devenir du trésor
Après la découverte, trois musées se partagent les pièces. Le British Museum reçoit 20 pièces en 1914, mais le gros du trésor est divisé entre le London Museum (maintenant le Museum of London) et le Guildhall Museum en 1916. En 1976 le Guildhall Museum et le London Museum sont réunis, ce qui réunit également le gros du trésor. En 2023 le British Museum a 25 pièces et le Victoria and Albert Museum en a cinq.
D'octobre 2013 à avril 2014, le Museum of London a exposé toutes ses pièces du trésor de Cheapside,.
Les plans du nouveau West Smithfield museum (où le Museum of London va déménager, ouverture prévue en 2024) comprennent une galerie spécifiquement dédiée à l'exposition permanente du trésor de Cheapside.
The Cheapside Hoard est une marque déposée au Royaume-Uni et en Europe.